# CA 오사수나

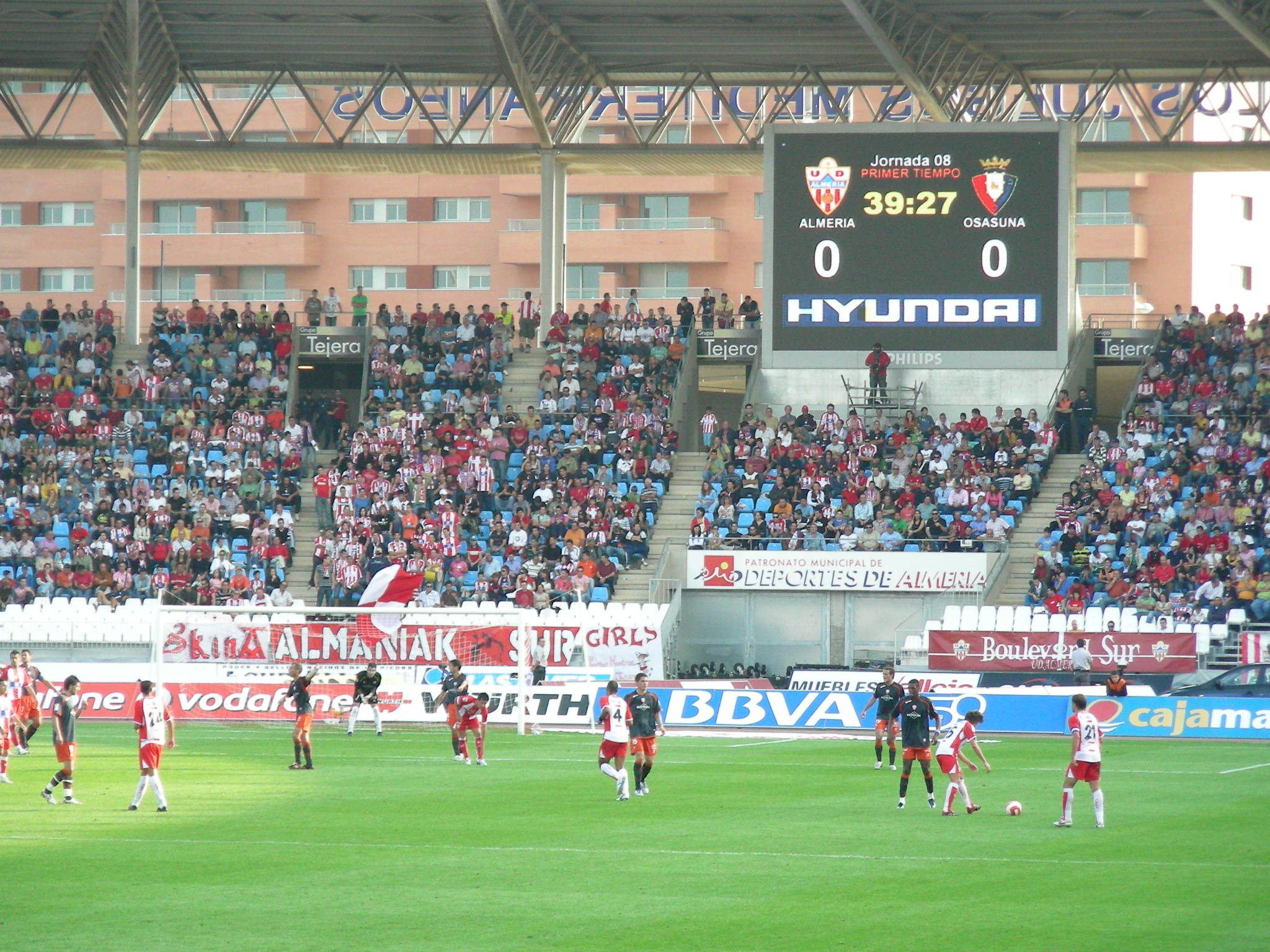

클루브 아틀레티코 오사수나(스페인어: Club Atlético Osasuna ˈkluβ atˈletiko osaˈsuna[*], 오사수나 체육단)는 스페인 나바라 주 팜플로나를 연고로 하는 프로 축구단이다. 1920년 10월 24일에 창단한 이 구단은 현재 라 리가에 소속되어 있으며, 23,576명을 수용할 수 있는 엘 사다르 구장에서 안방 경기를 치른다. 구단의 고유 유니폼은 적색 상의와 남색 하의로 구성되어 있다. 오사수나는 스페인에 넷 밖에 없는 유료 회원이 운영하는 구단으로, 이들이 회장을 직접 선출한다.
오사수나는 역사상 라 리가에 참가한 유일한 구단으로 이름을 올려놓았다. 비록 국내 대회 입상 경력이 없지만, 2005년에는 코파 델 레이 결승전에 올랐었다. 구단이 리그에서 최고 성적을 거둔 때는 1990-91 시즌과 2005-06 시즌이었다.
오사수나는 "작은 빨강이"(Los Rojillos)라는 별칭으로도 수식된다. 구단 명칭인 "오사수나"(Osasuna)는 바스크어로 "건강"을 뜻하는데, 단어 뜻으로 "힘" 혹은 "활력"을 내포하기도 하며, 따라서 오사수나는 바스크어 명칭을 쓰는 라 리가의 유일한 구단이기도 하다. 여러 이유로, 오사수나는 사라고사, 레알 마드리드, 그리고 아틀레틱 빌바오를 비롯한 여러 바스크 구단들과 경쟁 관계에 놓여 있다.
오사수나는 다른 바스크 연고 구단들과 마찬가지로 채석장을 통해 훗날 대성하는 선수들을 발굴했다.

## 역사
2000-01시즌에 승격한 후 계속 프리메라리가에 속해 있다. 2004-05시즌 코파 델 레이 결승전에 진출했으나 레알 베티스에게 연장전 끝에 패해 준우승을 차지했고, 2005-06시즌에는 팀 최고 성적인 리그 4위를 기록하였다. 이때 세비야 FC와 승점이 같았으나 승자승 원칙에 따라 CA 오사수나가 UEFA 챔피언스리그 예선에 진출하였다. 하지만, 3차 예선에서 함부르크 SV에 패하여 다음 시즌인 2006-07시즌에는 UEFA 컵에 참가하였고, 4강에 오르는 기록을 세웠으나 UEFA 챔피언스리그 참가권을 놓고 다투었던 세비야 FC에게 합계 1-2로 패하여 결승 진출에는 실패했다.
그 후 다시 팀은 중하위권으로 떨어져 강등권에서 탈출 경쟁을 벌였는데, 특히 2008-09시즌에는 마지막 경기를 앞두고 18위인 상태에서 레알 마드리드와 홈경기를 치러 1골을 먹힌 후 후안프란이 2골을 넣어 역전승을 일구며 극적으로 잔류에 성공하기도 했다.
10-11시즌은 9위, 11-12시즌은 7위로 마감하였다.
과거 강등을 피하기 위해 승부조작을 시도해 상대팀 선수들에게 돈을 주는등의 스포츠 범죄를 저질렀으나 그와는 별개로 강등을 당해 제대로 된 처벌을 받지 않았었는데 최근 UEFA에서 2023-24시즌 컨퍼런스리그 진출권을 박탈한다는 소식을 올렸다.

## 성적
- 2000-01시즌부터의 성적임.

| 시즌    | 순위 | 경기수 | 승 | 무 | 패 | 득점 | 실점 | 승점 | 코파 델 레이 | 유럽대회        | 비고          |
| ------- | ---- | ------ | -- | -- | -- | ---- | ---- | ---- | ------------ | --------------- | ------------- |
| 2000-01 | 15   | 38     | 10 | 12 | 16 | 43   | 54   | 42   | 32강         |                 |               |
| 2001-02 | 17   | 38     | 10 | 12 | 16 | 36   | 49   | 42   | 32강         |                 |               |
| 2002-03 | 12   | 38     | 12 | 11 | 15 | 40   | 48   | 47   | 4강          |                 |               |
| 2003-04 | 13   | 38     | 11 | 15 | 12 | 38   | 37   | 48   | 16강         |                 |               |
| 2004-05 | 15   | 38     | 12 | 10 | 16 | 46   | 65   | 46   | 준우승       |                 |               |
| 2005-06 | 4    | 38     | 21 | 5  | 12 | 49   | 43   | 68   | 16강         | UEFA 컵 1라운드 | 리그 최고성적 |
| 2006-07 | 14   | 38     | 13 | 7  | 18 | 51   | 49   | 46   | 8강          | UEFA 컵 4강     |               |
| 2007-08 | 17   | 38     | 12 | 7  | 19 | 37   | 44   | 43   | 32강         |                 |               |
| 2008-09 | 15   | 38     | 10 | 13 | 15 | 41   | 47   | 43   | 16강         |                 |               |
| 2009-10 | 12   | 38     | 11 | 10 | 17 | 37   | 46   | 43   | 8강          |                 |               |
| 2010-11 | 9    | 38     | 13 | 8  | 17 | 45   | 46   | 47   | 32강         |                 |               |
| 2011-12 | 7    | 38     | 13 | 15 | 10 | 44   | 61   | 54   | 16강         |                 |               |
| 2012-13 | 16   | 38     | 10 | 9  | 19 | 33   | 50   | 39   | 16강         |                 |               |

- 코파 델 레이
  - 준우승 (1): 2004-2005

## 선수 명단

### 현역
2024-25 시즌 명단 기준
참고: FIFA 자격 규정에 따라 소속된 국가대표팀 국기를 표시합니다. 선수는 복수의 FIFA 비회원국 국적을 가지고 있을 수 있습니다.
| 번호 | 포지션 | 국적 | 이름                     |
| ---- | ------ | ---- | ------------------------ |
| 1    | GK     |      | 세르히오 에레라 (부주장) |
| 2    | DF     |      | 나초 비달                |
| 3    | DF     |      | 후안 크루스              |
| 4    | DF     |      | 우나이 가르시아 (주장)   |
| 5    | DF     |      | 호르헤 에란도            |
| 6    | MF     |      | 루카스 토로              |
| 7    | MF     |      | 혼 몬카욜라              |
| 8    | MF     |      | 파블로 이바녜스          |
| 9    | FW     |      | 라울 가르시아            |
| 10   | MF     |      | 아이마르 오로스          |
| 11   | MF     |      | 키케 바르하              |
| 12   | DF     |      | 헤수스 아레소            |
| 13   | GK     |      | 아이토르 페르난데스      |

| 번호 | 포지션 | 국적       | 이름                                     |
| ---- | ------ | ---------- | ---------------------------------------- |
| 14   | MF     |            | 루벤 가르시아                            |
| 15   | DF     |            | 루벤 페냐                                |
| 16   | MF     |            | 모이 고메스                              |
| 17   | FW     | 크로아티아 | 안테 부디미르                            |
| 18   | MF     |            | 이케르 무뇨스                            |
| 19   | FW     |            | 브리안 사라고사 (바이에른 뮌헨에서 임대) |
| 20   | FW     |            | 호세 아르나이스                          |
| 21   | MF     |            | 하비 마르티네스                          |
| 22   | DF     | 카메룬     | 엔조 보요모                              |
| 23   | DF     |            | 아벨 브레토네스                          |
| 24   | DF     |            | 알레한드로 카테나                        |
| 27   | FW     |            | 이케르 베니토                            |

## 역대 감독
| 감독                 | 임기        |
| -------------------- | ----------- |
| 사비노 바리나가      | 1957 ~ 1959 |
| 미겔 앙헬 로티나     | 1999 ~ 2002 |
| 하비에르 아기레      | 2002 ~ 2006 |
| 호세 안토니오 카마초 | 2008 ~ 2011 |
| 하비 그라시아        | 2013 ~ 2014 |